# Santa Maria Addolorata a Tor di Quinto

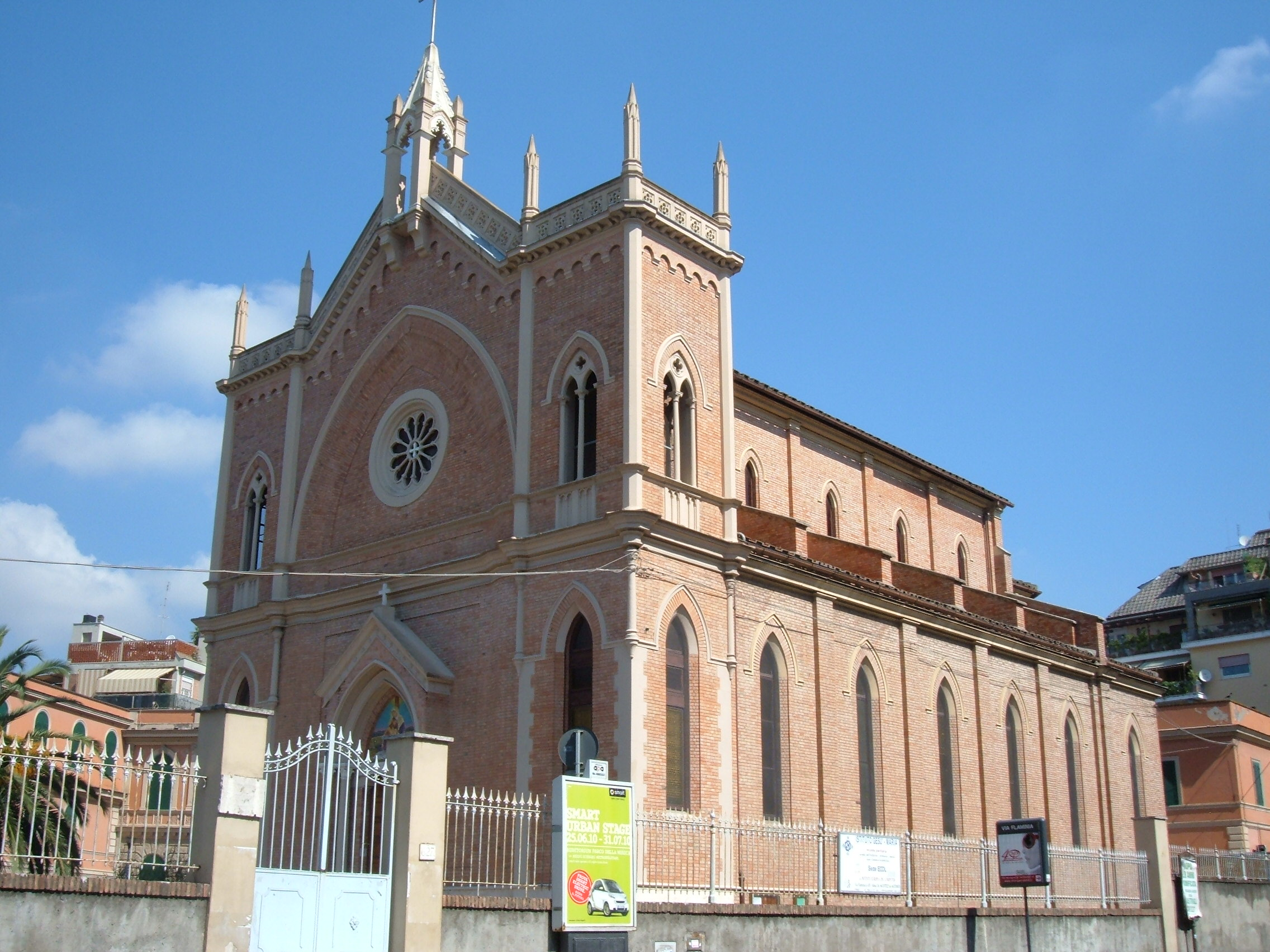
Vista da igreja.

Santa Maria Addolorata a Tor di Quinto, conhecida também como Santa Maria Addolorata delle Religiose di Gesù-Maria, é uma igreja conventual localizada na altura do número 627-631 da Via Flaminia, no quartiere Tor di Quinto de Roma. É dedicada a Nossa Senhora das Dores.

## Histórias
Esta igreja foi construída em 1907 para a Religiosas de Jesus e Maria, que comandavam no local uma grande escola. A congregação foi fundada por Santa Claudine Thévenet em Lyon em 1818 e transferiu sua sede para Roma em 1901 depois de uma ação anti-clerical por parte do governo de Émile Combes que levou à supressão da ordem na França em 1904. A medida tinha por objetivo remover todas as congregações católicas da educação pública.
Inicialmente, a cúria-geral ficava na própria Via Flaminia e as irmãs fundaram no local um grande colégio para mulheres chamado Istituto Stella Viae na Via Nomentana (nº 325), no quartiere Trieste (veja Cappella del Collegio Stella Viae). Porém, a situação mudou: o convento na Via Flaminia atualmente é a sede provincial e administra no local uma escola chamada Istituto Gesù Maria e a cúria-geral está na Via Nomentana ocupando o espaço da escola, que fechou.

## Descrição
A igreja tem planta basilical, com uma nave e dois corredores com em cinco baias; o conjunto termina num presbitério com uma abside. Além disto, há uma baia de entrada com uma estrutura própria. O edifício é de grandes proporções, construído de tijolos vermelhos com detalhes em calcário, e, de forma pouco usual, está disposto lateralmente em relação à rua. Outro aspecto raro para igrejas em Roma é o seu estilo "gótico".
As baias da nave estão marcadas, tanto nas paredes externas da nave quanto dos corredores, por pilastras cegas de tijolos. Cada baia se abre em uma grande janela lanceta no corredor e uma menor, no mesmo estilo, na parede da nave. Os telhados são inclinados e há arcobotantes se erguendo das paredes dos corredores portando as paredes na nave entre as baias.

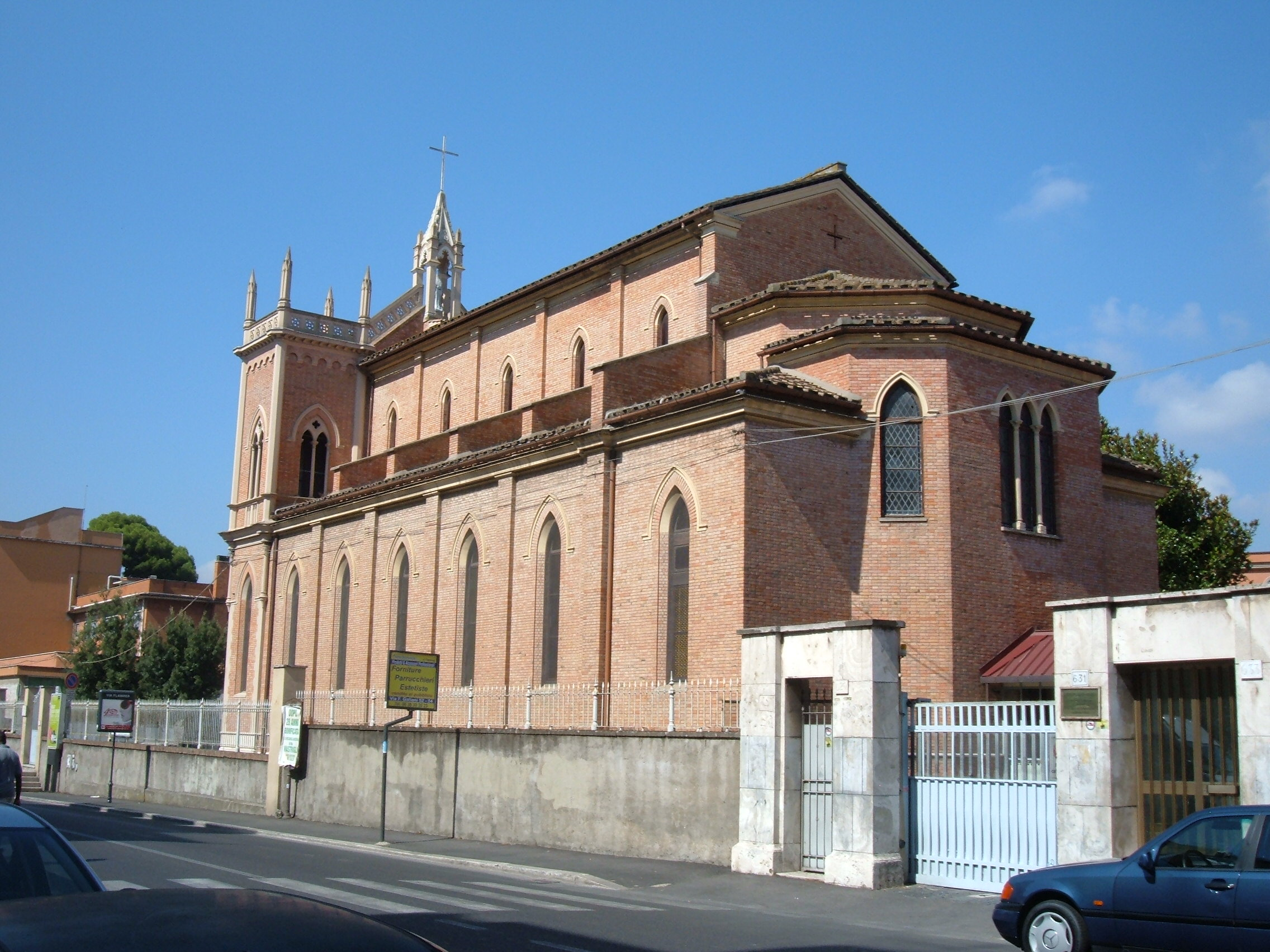
Vista traseira.

A abside é poligonal com cinco lados. Os diagonais são mais curtos e em cada uma está uma nova janela lanceta. A parede do fundo tem uma arcada com três outras janelas deste tipo. O teto ali tem dois níveis, pois a abside propriamente dita se liga à nave através de supra-abside, também com cinco lados e com um teto ligeiramente mais alto. Um par de capelas laterais, continuação dos dois corredores, flanqueiam a abside e cada uma tem uma janela lanceta lateral; nelas não há janelas no fundo.
A fachada tem duas "torres" incorporadas nas laterais, mais baixas do que ela própria. Elas estão nas pontas da baia de entrada e tem dois andares. Os cantos tem acabamentos em pedra, incluindo onde elas se juntam aos corredores laterais e à fachada central. O primeiro andar de cada torre tem uma janela lanceta em suas duas faces expostas tão altas quanto o corredor lateral adjacente. O segundo andar é separado por uma cornija. O último andar tem uma janela gótica de duas luzes em cada face exposta da altura da parede central da nave e é coberto por uma balaustrada e quatro altos pináculos. A balaustrada está assentada em uma cornija saliente, abaixo da qual estão arcadas de arcos góticos pendentes em pedra.
A parte central da fachada tem dois andares separados por uma continuação das cornijas que separam os andares correspondentes nas torres. O primeiro abriga o portal único da igreja, um arco gótico abaixo de um gablete de pedra. O segundo tem uma enorme arquivolta gótica em pedra encaixada num fundo de tijolos que se lança a partir dos cantos inferiores perto das torres e vai até altura das cornijas das torres com as balaustradas. Este arco encerra uma grande roseta.
A empena da fachada central ergue-se acima desse arco. É decorado por uma continuação do elemento formado pela combinação da balaustrada, da cornija e dos arcos pendentes dos topos das torres de cada lado. Uma última característica do design é que a ponta do frontão é ocupada por um baldaquino gótico com quatro colunas sustentando um dossel com um pequeno pináculo em formato de flecha. Este baldaquino abriga uma estátua de Nossa Senhora.